# Municipio de Guantánamo
Municipio de Guantánamo är en kommun i Kuba.   Den ligger i provinsen Provincia de Guantánamo, i den östra delen av landet, 800 km öster om huvudstaden Havanna. Antalet invånare är 210 407. Arean är 741 kvadratkilometer.
Terrängen i Municipio de Guantánamo är kuperad åt nordost, men åt sydväst är den platt.
Följande samhällen finns i Municipio de Guantánamo:
- Guantánamo